# Elektricitetsnetspænding
Elektricitetsnetspændingen (også kaldet elnetspændingen, netspændingen eller lysnetspændingen) er den elektriske spænding, der er i almindelige stikkontakter i hjemmet og industrien. Den formidles via elektricitetsforsyningsnettet.

## Lysnetspænding i Europa
Lysnetspændingen eller netspændingen er i det meste af Europa 230 V mellem fase og nul. Mellem to faser er spændingen 400 V.

### Ændring til 230/400 volt
Før 1985 havde man 240/415 V som nominelle spændinger i Storbritannien og 220/380 V andre steder i Europa, herunder Danmark. Man ønskede at standardisere de nominelle spændinger, så de kunne blive ens i hele EU.[kilde mangler]
De nominelle spændinger bliver af produktions- og distributionshensyn sjældent holdt helt nøjagtige, og derfor er der til den nominelle spænding tilknyttet en tilladt afvigelse, den såkaldte toleranceafvigelse.[kilde mangler] Toleranceafvigelsen var før 1985 symmetrisk omkring den nominelle spænding, og i praksis var afvigelser på 10 til 15 procent almindelige.[kilde mangler]
Spændingen 230 V lå inden for begge områders tolerancegrænser, så for at gøre de nominelle spændinger ens valgte man at justere den nominelle spænding 10 V ned i Storbritannien og 10 V op i det øvrige Europa og så lave asymmetriske tolerancegrænser. De nominelle tofasespændinger 380 V og 415 V blev til 400 V. Ændringen skete i EU-regi med den harmoniserede standard HD 472 S1, Nominelle spændinger til offentligt lavspændings-elforsyningssystem. Denne blev vedtaget i 1985 og implementeret i Europa over 20 år.[kilde mangler] I Danmark blev den implementeret i 1993 med den asymmetriske tolerancegrænse +6%/-10%.
Fra 2008 blev tolerancen på den leverede spænding ændret til 230 V ±10 % og dermed gjort symmetrisk igen; det skete med standarden DS/EN 60038, CENELEC-standardspændinger. Det vil sige at fasespændingen i forsyningspunktet nu kan ligge i intervallet 207 V til 253 V.

## Undtagelser
De fleste steder i Norge er spændingen 230 V mellem to faser.[kilde mangler]